# Ернст Вільгельм фон Брюке
Ернст Вільгельм фон Брюке (нім. Ernst Wilhelm von Brücke; 1819—1892) — німецький і австрійський лікар, фізіолог і педагог. Фон Брюке був університетським викладачем Зигмунда Фройда.

## Біографія
Ернст Вільгельм народився 6 червня 1819 року в Берліні в родині історичного живописця і портретиста Йоганна Готфріда Брюке (нім. Johann Gottfried Brücke; 1796—1873) . Відвідував гімназію в Штральзунді, з 1838 роки вивчав медицину в Берлінському та Гайдельберзькому університетах. 1842 року під керівництвом Йоганн Мюллера захистив у Берліні дисертацію на тему дифузних процесів та отримав ступінь доктора медицини.
1843 року став асистентом Міллера при музеї порівняльної анатомії та прозектором. З 1844 року на посаді приват-доцента викладав нормальну, порівняльну і патологічну анатомію та фізіологію. 1845 року спільно з Емілем Дюбуа-Реймоном заснував у Берліні Німецьке фізичне товариство. З 1846 року був також викладачем анатомії при Академії образотворчих мистецтв. 1848 року став наступником померлого за рік до цього Фрідріха Бурдаха в Кенігсберзькому університеті, на посаді ад'юнкт-професора фізіології.

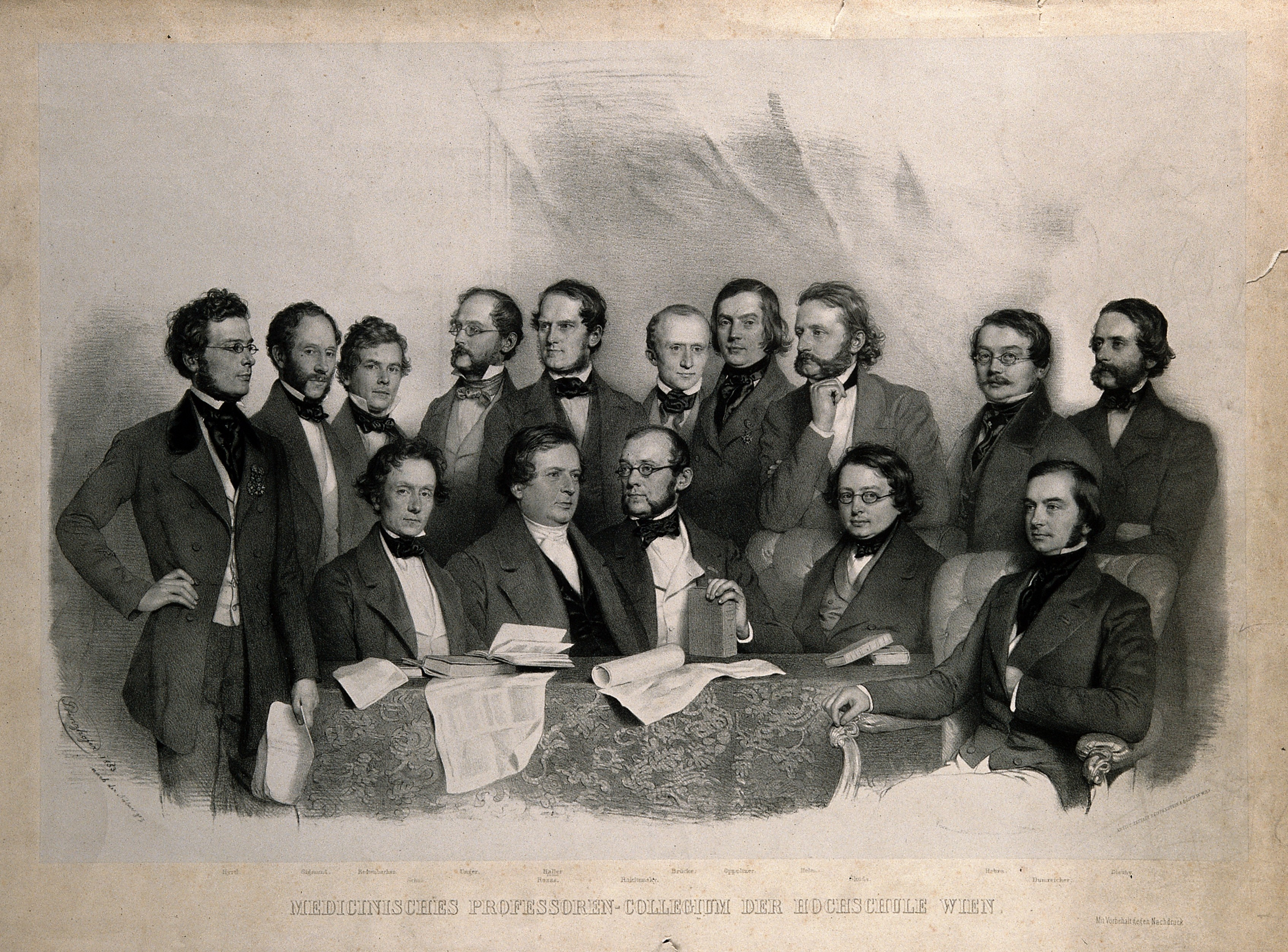
Брюке серед колег, Віденський університет

У 1849—1890 роках фон Брюке був професором фізіології та мікроскопічної анатомії у Віденському університеті, а в 1879—1880 роках обіймав також посаду ректора цього університету. 1849 року Брюке був обраний членом Імператорської академії наук у Відні, а в 1882—1885 роках — віце-президентом цієї академії.
Ернст Вільгельм фон Брюке здобув відомість у наукових колах завдяки своїй праці «  Anatomische Beschreibung des Augapfels » («  Анатомічний опис очного яблука », Берлін, 1847). Дослідження Брюке очного яблука стали основою для розробки Германом фон Гельмгольцем офтальмоскопа .
Пізніше Брюке публікував чимало праць з різних питань анатомії і фізіології, а саме присвячених зору, крові та кровообігу, органам травлення, фізіології мови, почасти в спеціальних журналах, а почасти в «  Denkschriften » (Записках) і в «  Sitzungsberichte » (Протоколах засідань) Віденської академії. Бруке опублікував також працю «  Grundzüge der Physiologie und Systematik der Sprachlaute » («Основи фізіології і систематики звуків мови», Відень, 1866 року, 2-е видання, 1876 рік).
Подальші дослідження в сфері мови привели його до публікації статті «  Neue Methode der phonetischen Transskription » («Нові методи фонетичної транскрипції», Відень, 1863 г.), в якій він описав метод фонетичної транскрипції, який дозволяв зображати звуки іноземної мови людям, ніколи не чули, як ця мова звучить. Істотним в цьому методі було впровадження нових знаків, які визначали положення органів рота, що діють при вимові звуків.
Розвиваючи ідеї Макса Шульце (1825–1874) Брюке трактував протоплазму як важливу складову клітини і, разом з Рудольфом Вірхо, вважав її елементарним живим організмом. Тривалий час залишалися визначальними дослідження Брюке напрямку подразнень, які він проробив на Mimosa pudica.
Важливими були його філологічно-естетичні присвячені фонетиці, віршованим розмірам, кольорознавству та образотворчу мистецтву.
Ернст Вільгельм фон Брюке помер 7 січня 1892 року в Відні.

## Праці
- Brücke, Ernst W. 1848. Ueber die Bewegungen der Mimosa pudica. Archiv für Anatomie, Physiologie und wissenschaftliche Medicin: 434—455
- Brücke, Ernst W. 1852. Beiträge zur vergleichenden Anatomie und Physiologie des Gefässsystems. Denkschriften: Akademie der Wissenschaften Wien, Mathematisch-Naturwissenschaftliche Classe 3: 335—367
- Brücke, Ernst W. 1856. Grundzüge der Physiologie und Systematik der Sprachlaute für Linguisten und Taubstummenlehrer. Wien: C. Gerold & Sohn
- Brücke, Ernst W. 1861. Die Elementarorganismen. Sitzungsberichte der Mathematisch-Naturwissenschaftlichen Classe der Kaiserlichen Akademie der Wissenschaften 44: 381—406
- Brücke, Ernst W. 1863 Neue Methoden der phonetischen Transscription.
- Brücke, Ernst W. 1866. Die Physiologie der Farben für die Zwecke der Kunstgewerbe. Leipzig: S. Hirzel
- Brücke, Ernst W. 1871. Die physiologischen Grundlagen der neuhochdeutschen Verskunst.  Wien: C. Gerold & Sohn
- Brücke, Ernst W. 1873. Vorlesungen über Physiologie. — Digitalisierte Ausgabe der Universitäts- und Landesbibliothek Düsseldorf, weitere Auflagen bis 1887
- Brücke, Ernst W. 1877. Bruchstücke aus der Theorie der bildenden Künste.
- Brücke, Ernst W. 1891, Schönheit und Fehler der menschlichen Gestalt. Wien
- Brücke, Ernst W. 1893, Wie behütet man Leben und Gesundheit der Kinder?
- Untersuchungen über den Farbenwechsel des afrikanischen Chamäleons (1851–52). Herausgegeben von M. von Frey. Ostwalds Klassiker 43, Leipzig 1893, Archive
- Pflanzenphysiologische Abhandlungen (1844—1862). Herausgegeben von A. Fischer. Ostwalds Klassiker Nr. 95, Leipzig 1898, Архіви